# Ligne de tramway R (TELB, 1904)
Pour les articles homonymes, voir Ligne R.
Ne doit pas être confondu avec Ligne de tramway R (Lille, 1897).
La ligne R est une ancienne ligne du tramway de Lille.

## Histoire
La ligne ouverte en 1904 reliait la Grand'place à Quesnoy-sur-Deûle par la rue Esquermoise, la rue Royale, Saint-André, Marquette et Wambrechies. Elle partageait son parcours avec celui de la ligne O de Lille à Wambrechies.
La ligne est supprimée le 21 février 1950 et remplacée par une ligne d'autobus sous l'indice R.